# Styrax faberi
Styrax faberi är en storaxväxtart som beskrevs av Janet Russell Perkins. Styrax faberi ingår i släktet Styrax och familjen storaxväxter.

## Underarter
Arten delas in i följande underarter:
- S. f. amplexifolius
- S. f. formosanus